# Inocencio María Yéregui
Inocencio María Yéregui Goichea (Montevideo, 28. srpnja 1833. – Montevideo, 1. veljače 1890.), urugvajski biskup.

## Životopis
Inocencio María Yéregui Goichea je zaređen za svećenika 18. prosinca 1858. godine. Dana 13. svibnja 1881. imenovan je naslovnim biskupom Canopus i pomoćnim biskupom nadbiskupije Montevideo, a posvećen 18. rujna iste godine . 22. studenog 1881. imenovan je biskupom Montevidea. 
Umro je 1. veljače 1890. godine u Montevideu.